# Four Courts
El Four Courts (gaèlic irlandès Na Ceithre Cúirteanna)) és el principal edifici de justícia de la República d'Irlanda situat a Inns Quay de Dublín. Les Quatre Corts són la ubicació de la Cort Suprema d'Irlanda, de l'Alt Tribunal d'Irlanda i el Tribunal de Circuit d'Irlanda. Fins al 2010 l'edifici també albergava el Tribunal Penal Central.

## Edifici de Gandon

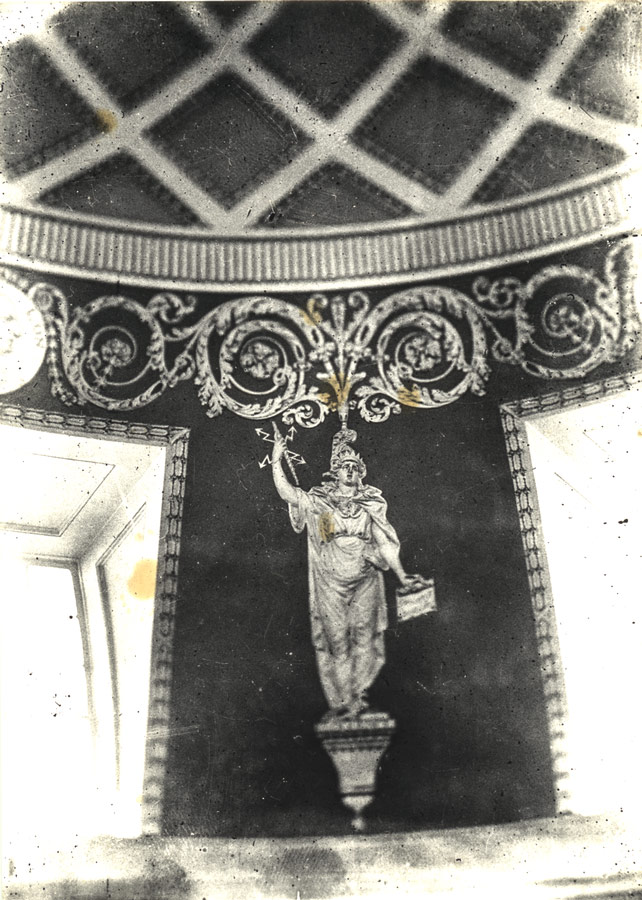
Part de la decoració interior original de la volta dissenyada per Gandon, destruïda en 1922

El treball és basat en el disseny de  Thomas Cooley per a l'Oficina de Registres Públics d'Irlanda, que es va iniciar en 1776. Després de la seva mort en 1784 el reconegut arquitecte James Gandon va ser designat per acabar l'edifici, el que coneixem avui com Four Courts. Va ser construït entre 1786 i 1796, mentre que els tocs finals a les arcades i les ales es van acabar en 1802. Les terres foren usades prèviament per la King's Inns. Originàriament l'edifici era la seu dels quatre tribunals de Cancelleria, King's Bench, Exchequer i Causes Comuns, donant el nom a l'edifici. Una revisió a fons del sistema judicial a finals del segle xix va ser testimoni com aquests tribunals es fusionaren en un nou Tribunal Suprem d'Irlanda, però l'edifici ha conservat el seu nom històric. Aquest sistema de tribunals es va mantenir fins a 1924, quan el nou Estat Lliure d'Irlanda va introduir una nova estructura dels tribunals, en substitució de l'antiga Cort Suprema d'Irlanda, el President del Tribunal Suprem d'Irlanda i Lord Canceller d'Irlanda per una nova Cort Suprema de Justícia presidit pel President del Tribunal Suprem i Cort Suprema d'Irlanda, presidit pel president de la Cort Suprema. El 1961, les paraules "de justícia" van ser retirats dels noms dels dos tribunals quan van ser establerts posteriorment a conseqüència de la promulgació de la Constitució de 1937.

## Destrucció durant la Guerra Civil

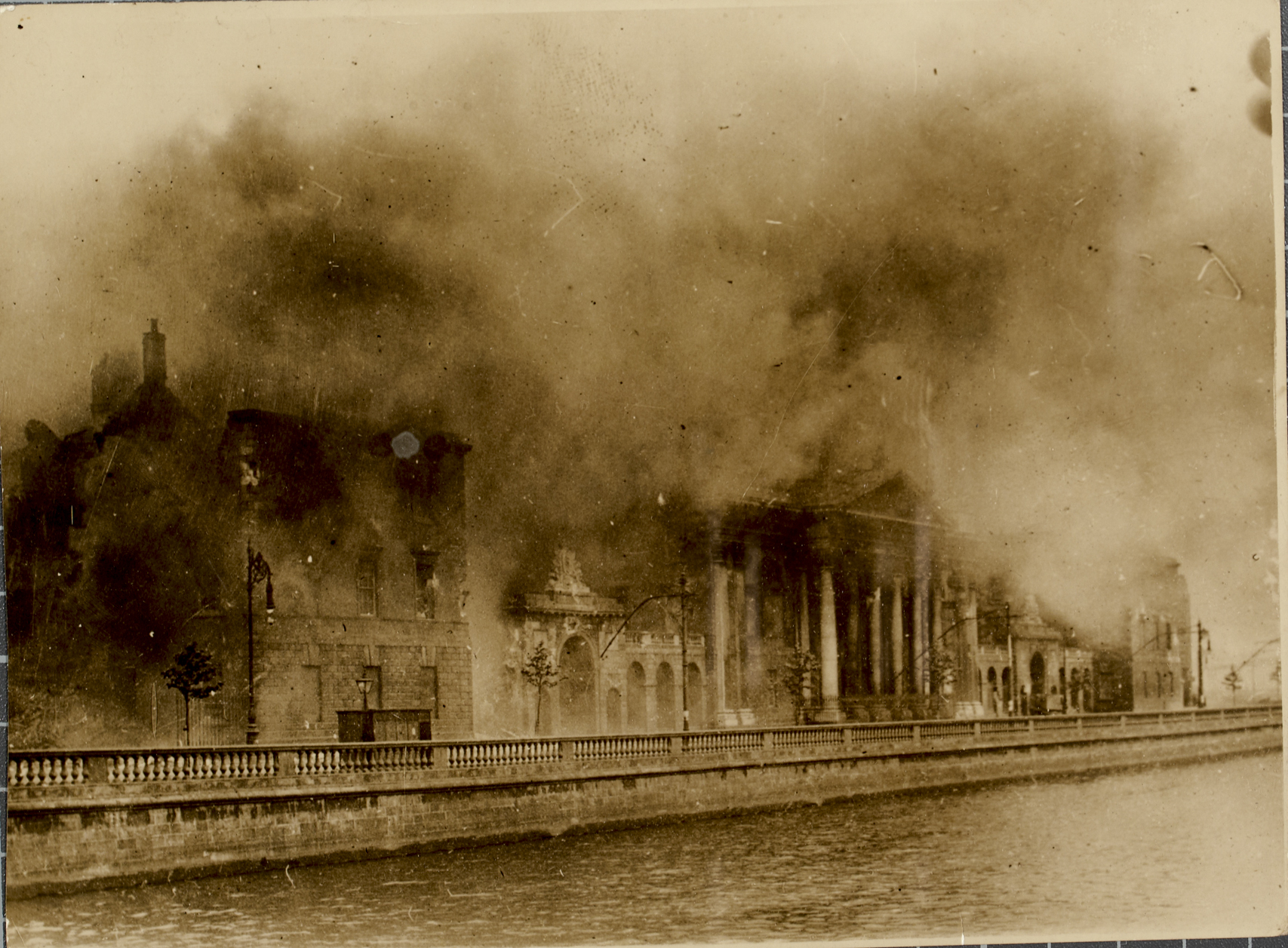
Les Four Courts cremant durant la Guerra Civil

Four Courts fou ocupat pel comandant del 1r batalló Ned Daly durant l'Aixecament de Pasqua de 1916. Van sobreviure al bombardeig que els va sotmetre l'artilleria britànica que destruí bona part del centre de la ciutat.
El 14 abril 1922 van ser ocupats per les forces republicanes oposades al Tractat Angloirlandès dirigides per Rory O'Connor. Després d'uns mesos en stand-off, el nou Govern Provisional va atacar l'edifici per desallotjar els rebels, amb l'assessorament del Comandant en Cap de l'Exèrcit Irlandès, Mícheál Ó Coileáin. Això va provocar una setmana dels combats a Dublín. En el procés del bombardeig de l'edifici històric va ser destruït. Però el més espectacular es produí quan el contingent contrari al tractat es rendia, i l'ala oest de l'edifici va ser destruïda en una explosió enorme, destruint els Arxius Nacionals d'Irlanda, que es trobaven a la part posterior de l'edifici. S'ha dit que els republicans van posar deliberadament una bomba-parany als arxius irlandès emmagatzemats al soterrani de la Cort Suprema. Gairebé mil anys d'arxius irreemplaçables van ser destruïts en aquest acte. No obstant això, els insurgents, entre els quals s'inclou el futur Primer Ministre Seán Lemass, van negar aquesta acusació i va argumentar que, si bé havien utilitzat l'arxiu com a dipòsit de les seves municions, no les havien explotat deliberadament i suggeriren que l'explosió va ser causada per la detonació accidental del seu magatzem de municions durant els combats.

## Reobertura en 1932

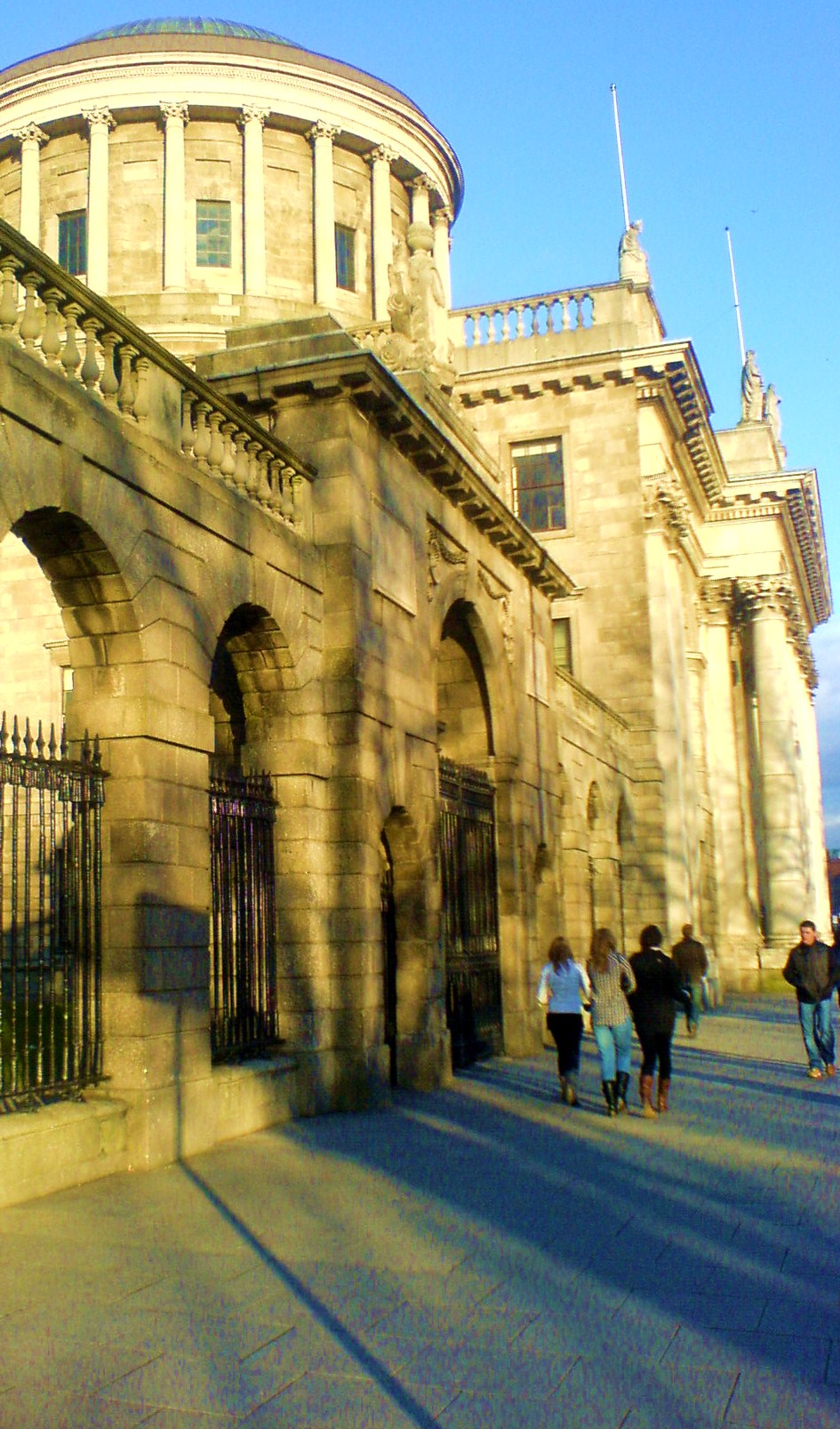
Four Courts a Inns Quay

Durant una dècada, l'antic sistema de tribunals (fins a 1924), després el nou sistema de tribunals de l'Estat Lliure, es basa en els antics apartaments virreinals al Castell de Dublín. El 1932 es va obrir un reconstruït i remodelat Four Courts. No obstant això, gran part de la decoració interior de l'edifici original s'havia perdut i, en absència de fons documentals (alguns dels quals havien estat a l'Oficina de Registres Públics i altres estaven entre la gran quantitat de registres legals perduts), i perquè el nou estat no tenia els fons, la decoració interior es va mantenir. Es van reconstruir dues ales laterals més lluny del riu per tal de resoldre el problema causat pels camins massa estrets fora de l'edifici. No obstant això, aquest canvi, i l'eliminació de xemeneies ha eliminat part de la unitat arquitectònica i l'efecte previst per Gandon en 1796.

## Trasllat de la Cort Criminal
La Cort Criminal de Justícia d'Irlanda va obrir el gener de 2010 i des d'aleshores s'hi convoquen judicis penals. Four Courts també es poden usar per a casos civils.